# Quas Primas
Quas Primas (Latim: no primeiro) foi uma encíclica do Papa Pio XI. Promulgada em 11 de dezembro de 1925, introduziu a Solenidade de Cristo Rei.
A encíclica resume o ensino do Antigo Testamento e do Novo Testamento, sobre o reinado de Cristo. Tendo como ponto de partida a encíclica Annum sacrum do Papa Leão XIII, Pio XI conota que o reino de Cristo envolve a humanidade inteira.
Parte da encíclica marca simbolicamente que Cristo deve reinar agora temporalmente. Em substituição da festa do último domingo de Pentecostes, a última do Missal de Paulo VI, simbolizou a nova orientação do Concílio Vaticano II, na qual Cristo reinará, não entre as nações, mas, até o final dos tempos.